# Eriopogon spatenkai
Eriopogon spatenkai là một loài ruồi trong họ Asilidae. Eriopogon spatenkai được Hradský & Hüttinger miêu tả năm 1995. Loài này phân bố ở vùng Cổ Bắc giới.